# 天主教奇廉教區
天主教奇廉教區（拉丁語：Dioecesis Chillanensis）是智利一個羅馬天主教教區，屬康塞普西翁總教區。
自治傳教區於1916年設立，1925年10月18日升為教區。教區位於比奥比奥大区的努布雷省，2006年時有304,000名教友（佔教區總人口68.9%）、三十一個堂區和五十四名司鐸。現任教區主教為思齊·威田南·佩雷斯德阿爾塞-阿里亞加達，榮休主教為嘉祿·愛德華·佩列格林-巴雷拉。